# Coupe d'Europe féminine des clubs champions de hockey sur glace 2006-2007
Navigation
Édition 2005-2006 Édition 2007-2008
La saison 2006-2007 est la 3e édition de la Coupe d'Europe féminine des clubs champions de hockey sur glace.
L'AIK Solna  remporte le titre en finissant premier de la Super Finale, le troisième du club.

## Tour qualificatif
Il s'est déroulé du 6 au 8 octobre 2006. Les premiers de chaque groupe se qualifient pour la Super Finale.

### Groupe A
Il s'est déroulé à Segeltorp (Suède).
| Pl. | Équipe                   | PJ | V | VP | DP | D | Pts | BP | BC | +/- |
| --- | ------------------------ | -- | - | -- | -- | - | --- | -- | -- | --- |
| 1   | Segeltorps IF            | 3  | 3 | 0  | 0  | 0 | 9   | 36 | 1  | +35 |
| 2   | HC Cergy-Pontoise        | 3  | 2 | 0  | 0  | 1 | 6   | 14 | 13 | +1  |
| 3   | HC Eagles Bolzano        | 3  | 1 | 0  | 0  | 2 | 3   | 6  | 14 | -8  |
| 4   | Lady Vipers de Newcastle | 3  | 0 | 0  | 0  | 3 | 0   | 3  | 31 | -28 |

| 6 octobre 2006 | Segeltorps IF            | 10-0 (3-0; 6-0; 1-0) | HC Cergy-Pontoise        | Ishall, Segeltorp |
| 6 octobre 2006 | HC Eagles Bolzano        | 4-1 (1-0; 3-0; 0-1)  | Lady Vipers de Newcastle | Ishall, Segeltorp |
| 7 octobre 2006 | Lady Vipers de Newcastle | 2-10 (0-4; 1-3; 1-3) | HC Cergy-Pontoise        | Ishall, Segeltorp |
| 7 octobre 2006 | Segeltorps IF            | 9-1 (3-0; 4-1; 2-0)  | HC Eagles Bolzano        | Ishall, Segeltorp |
| 8 octobre 2006 | HC Cergy-Pontoise        | 4-1 (1-0; 0-0; 3-1)  | HC Eagles Bolzano        | Ishall, Segeltorp |
| 8 octobre 2006 | Lady Vipers de Newcastle | 0-17 (0-7; 0-9; 0-1) | Segeltorps IF            | Ishall, Segeltorp |

### Groupe B
Il s'est déroulé à Tukums (Lettonie).
| Pl. | Équipe              | PJ | V | VP | DP | D | Pts | BP | BC | +/- |
| --- | ------------------- | -- | - | -- | -- | - | --- | -- | -- | --- |
| 1   | Ilves Tampere       | 3  | 3 | 0  | 0  | 0 | 9   | 44 | 1  | +43 |
| 2   | SHK Laima           | 3  | 2 | 0  | 0  | 1 | 6   | 25 | 8  | +17 |
| 3   | Vålerenga Ishockey  | 3  | 1 | 0  | 0  | 2 | 3   | 19 | 14 | +5  |
| 4   | HC Dreamland Queens | 3  | 0 | 0  | 0  | 3 | 0   | 0  | 65 | -65 |

| 6 octobre 2006 | Vålerenga Ishockey  | 0-8 ()               | Ilves Tampere       | TUKO Center, Tukums |
| 6 octobre 2006 | SHK Laima           | 18-0 ()              | HC Dreamland Queens | TUKO Center, Tukums |
| 7 octobre 2006 | Ilves Tampere       | 30-0 ()              | HC Dreamland Queens | TUKO Center, Tukums |
| 7 octobre 2006 | SHK Laima           | 6-2 (0-1; 3-1; 3-0)  | Vålerenga Ishockey  | TUKO Center, Tukums |
| 8 octobre 2006 | HC Dreamland Queens | 0-17 (0-8; 0-5; 0-4) | Vålerenga Ishockey  | TUKO Center, Tukums |
| 8 octobre 2006 | Ilves Tampere       | 6-1 ()               | SHK Laima           | TUKO Center, Tukums |

### Groupe C
Il s'est déroulé à Berlin (Allemagne).

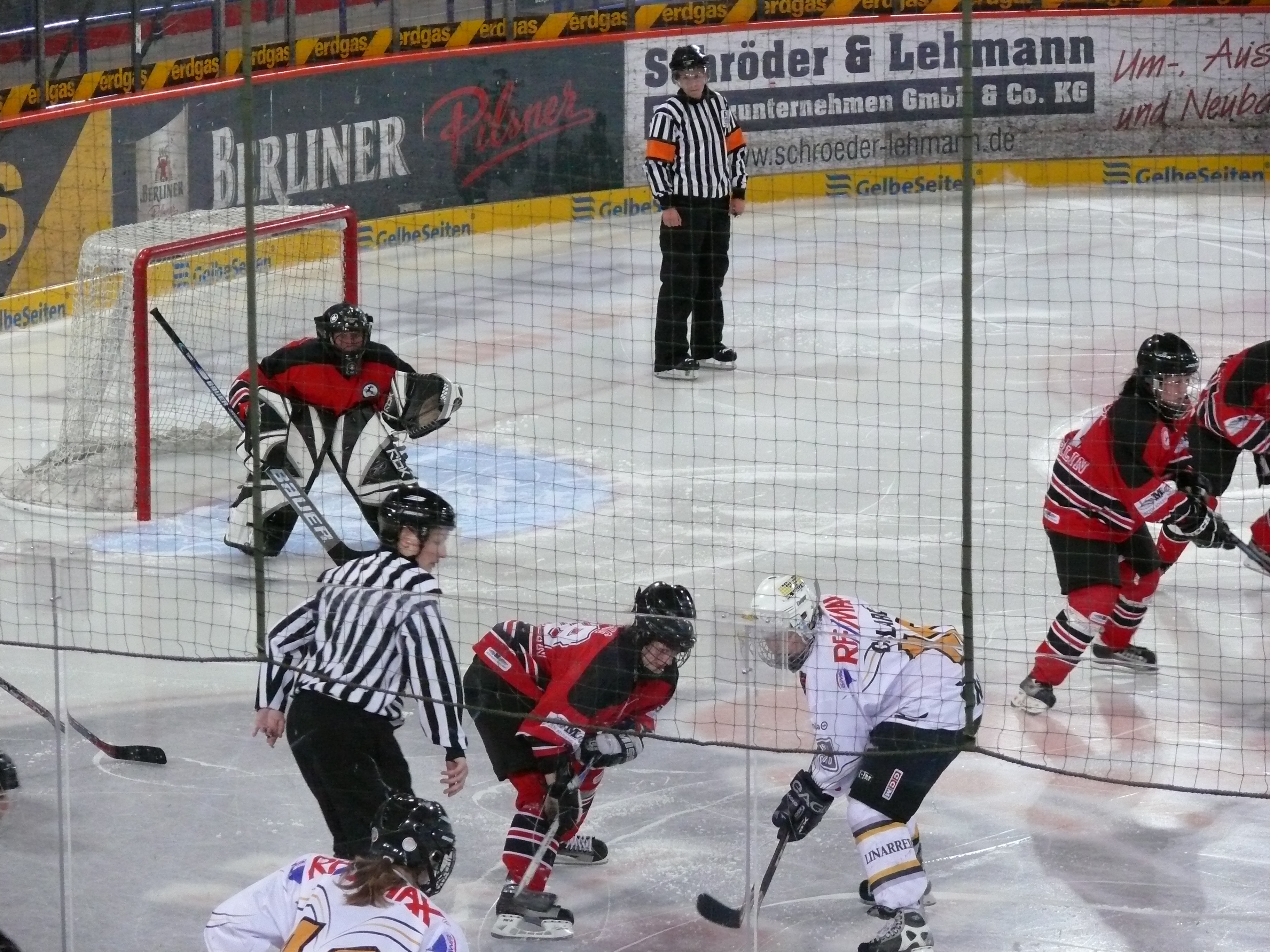
Rencontre entre le HC Lugano (blanc) et l'OSC Berlin (rouge).

| Pl. | Équipe         | PJ | V | VP | DP | D | Pts | BP | BC | +/- |
| --- | -------------- | -- | - | -- | -- | - | --- | -- | -- | --- |
| 1   | HC Lugano      | 3  | 3 | 0  | 0  | 0 | 9   | 24 | 5  | +19 |
| 2   | OSC Berlin     | 3  | 2 | 0  | 0  | 1 | 6   | 20 | 5  | +15 |
| 3   | Herlev Hornets | 3  | 1 | 0  | 0  | 2 | 3   | 7  | 9  | -2  |
| 4   | Ferencváros TC | 3  | 0 | 0  | 0  | 3 | 0   | 1  | 33 | -32 |

| 6 octobre 2006 | OSC Berlin     | 14-0 (5-0; 2-0; 7-0) | Ferencváros TC | Sportforum Halle 2, Berlin |
| 6 octobre 2006 | HC Lugano      | 4-3 (0-0; 1-2; 3-1)  | Herlev Hornets | Sportforum Halle 2, Berlin |
| 7 octobre 2006 | Ferencváros TC | 1-16 (0-6; 0-4; 1-6) | HC Lugano      | Sportforum Halle 2, Berlin |
| 7 octobre 2006 | OSC Berlin     | 5-1 (3-0; 1-0; 1-1)  | Herlev Hornets | Sportforum Halle 2, Berlin |
| 8 octobre 2006 | Herlev Hornets | 3-0 (0-0; 1-0; 2-0)  | Ferencváros TC | Sportforum Halle 2, Berlin |
| 8 octobre 2006 | HC Lugano      | 4-1 (0-0; 2-0; 2-1)  | OSC Berlin     | Wellblechpalast, Berlin    |

### Groupe D
Il s'est déroulé à Miercurea-Ciuc (Roumanie).
| Pl. | Équipe                        | PJ | V | VP | DP | D | Pts | BP | BC | +/- |
| --- | ----------------------------- | -- | - | -- | -- | - | --- | -- | -- | --- |
| 1   | Tornado de l'Oblast de Moscou | 3  | 3 | 0  | 0  | 0 | 9   | 54 | 1  | +53 |
| 2   | Aisulu Almaty                 | 3  | 2 | 0  | 0  | 1 | 6   | 25 | 9  | +16 |
| 3   | MHC Martin                    | 3  | 1 | 0  | 0  | 2 | 3   | 11 | 35 | -24 |
| 4   | SC Miercurea-Ciuc             | 3  | 0 | 0  | 0  | 3 | 0   | 4  | 49 | -45 |

| 6 octobre 2006 | Tor. de l'Oblast de Moscou | 23-0 (6-0; 7-0; 10-0) | MHC Martin                 | Vakar Lajos, Miercurea-Ciuc |
| 6 octobre 2006 | Aisulu Almaty              | 16-0 (3-0; 6-0; 7-0)  | SC Miercurea-Ciuc          | Vakar Lajos, Miercurea-Ciuc |
| 7 octobre 2006 | MHC Martin                 | 4-8 (0-3; 3-2; 1-3)   | Aisulu Almaty              | Vakar Lajos, Miercurea-Ciuc |
| 7 octobre 2006 | SC Miercurea-Ciuc          | 0-26 (0-12; 0-7; 0-7) | Tor. de l'Oblast de Moscou | Vakar Lajos, Miercurea-Ciuc |
| 8 octobre 2006 | SC Miercurea-Ciuc          | 4-7 (0-4; 2-2; 2-1)   | MHC Martin                 | Vakar Lajos, Miercurea-Ciuc |
| 8 octobre 2006 | Tor. de l'Oblast de Moscou | 5-1 (3-0; 2-0; 0-1)   | Aisulu Almaty              | Vakar Lajos, Miercurea-Ciuc |

## Super Finale
Elle s'est déroulée à Katrineholm (Suède).
| Pl. | Équipe                        | PJ | V | VP | DP | D | Pts | BP | BC | +/- |
| --- | ----------------------------- | -- | - | -- | -- | - | --- | -- | -- | --- |
| 1   | AIK Solna                     | 4  | 4 | 0  | 0  | 0 | 12  | 20 | 4  | +16 |
| 2   | Tornado de l'Oblast de Moscou | 4  | 3 | 0  | 0  | 1 | 9   | 12 | 6  | +6  |
| 3   | Segeltorps IF                 | 4  | 2 | 0  | 0  | 2 | 6   | 9  | 12 | -3  |
| 4   | Ilves Tampere                 | 4  | 1 | 0  | 0  | 3 | 3   | 8  | 13 | -5  |
| 5   | HC Lugano                     | 4  | 0 | 0  | 0  | 4 | 0   | 5  | 19 | -14 |

| 5 décembre 2006  | AIK Solna                  | 8-1 (2-0; 3-0; 3-1) | Segeltorps IF              | Vastgotagatan Ishallen, Katrineholm Affluence : 239 |
| 6 décembre 2006  | Tor. de l'Oblast de Moscou | 6-1 (3-0; 1-1; 2-0) | HC Lugano                  | Vastgotagatan Ishallen, Katrineholm Affluence :     |
| 6 décembre 2006  | Segeltorps IF              | 3-1 (1-0; 1-1; 1-0) | Ilves Tampere              | Vastgotagatan Ishallen, Katrineholm Affluence : 200 |
| 7 décembre 2006  | Tor. de l'Oblast de Moscou | 4-2 (1-0; 2-1; 1-1) | Ilves Tampere              | Vastgotagatan Ishallen, Katrineholm Affluence : 127 |
| 8 décembre 2006  | HC Lugano                  | 1-5 (0-0; 1-4; 0-1) | Segeltorps IF              | Vastgotagatan Ishallen, Katrineholm Affluence :     |
| 8 décembre 2006  | Ilves Tampere              | 2-4 (0-1; 1-1; 1-2) | AIK Solna                  | Vastgotagatan Ishallen, Katrineholm Affluence : 141 |
| 9 décembre 2006  | HC Lugano                  | 1-5 (0-2; 0-2; 1-1) | AIK Solna                  | Vastgotagatan Ishallen, Katrineholm Affluence : 130 |
| 9 décembre 2006  | Segeltorps IF              | 0-2 (0-0; 0-0; 0-2) | Tor. de l'Oblast de Moscou | Vastgotagatan Ishallen, Katrineholm Affluence : 128 |
| 10 décembre 2006 | Ilves Tampere              | 3-2 (0-0; 1-0; 2-2) | HC Lugano                  | Vastgotagatan Ishallen, Katrineholm Affluence :     |
| 10 décembre 2006 | AIK Solna                  | 3-0 (2-0; 0-0; 1-0) | Tor. de l'Oblast de Moscou | Vastgotagatan Ishallen, Katrineholm Affluence : 298 |

### Effectif vainqueur
| Vainqueur de la Coupe d'Europe féminine des clubs champions AIK Solna | Gardiennes de but : Annica Åhlén, Valentina Lizana Défenseures : Malin Åberg, Emilia Andersson, Linnéa Bäckman, Emelie Berggren, Marte Harmens, Sara Lindquist, Katarina Timglas Attaquantes : Gizela Blom, Sandra Claesson, Deborah Eckefjord, Nanna Hamell, Nanna Jansson, Isabelle Jordansson, Maria Rooth, Danijela Rundqvist, Malin Sonefors, Pernilla Winberg, Henrietta Varviharju Entraîneur : Mikael Gustafsson |